# Frígiai sapka

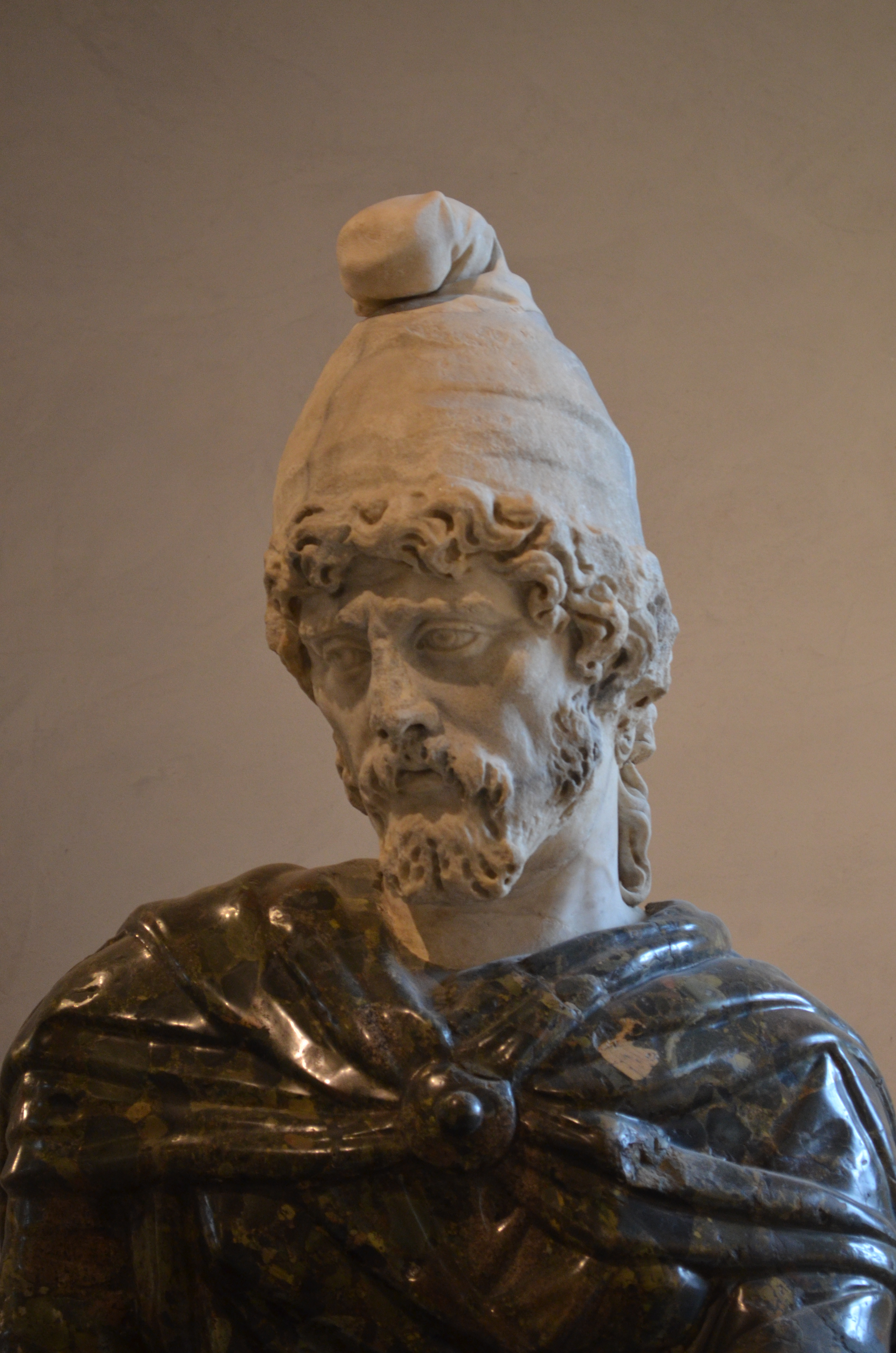
A frígiai sapkát Phrügia tartomány lakói viselték

A frígiai sapka kúp formájú, puha fejfedő, kis-ázsiai eredetű, Phrügia tartomány lakói viselték, majd a perzsa, később a makedón hódítást követően e jellegzetes viselet elterjedt egész Ázsiában. Idővel az ázsiai származás jelképe lett.

## A frígiai sapka az ókorban
A Római Birodalomban a szabadság jelképe lett a sapka, mivel a rabszolgáknak fedetlen fővel kellett járniuk, a fejfedő a szabadok kiváltsága volt. Ezért amikor egy rabszolgát felszabadítottak, szabad mivoltát azzal is kifejezésre juttatták, hogy kis nemezsüveget (pilosz) nyomtak a fejére. Így a sapka általában – nemcsak a frígiai – a szabadság jelképévé vált. Az ókori történetíró, Appianosz szerint Julius Caesar gyilkosai a szabadságot jelképező sapkát lobogtatva léptek ki a szenátus épületéből.
A Caesar-gyilkosok egyike, Brutus, a gyilkosságot követő újabb polgárháború során pénzt veretett Kis-Ázsiában, s ezen a zsarnokölés eszközeként használt tőr mellett egy frígiai sapka látható, mint a szabadságot jelképező sapkafajták közül az, amelyet az ázsiaiak leginkább kedveltek.

## A sapka az újkorban
Újabb utalást a szabadságot jelképező frígiai sapkára csak az újkortól lehet találni. A németalföldi függetlenségi harc idején sokan ilyen sapkát viseltek az un. „koldusok” (Les Gueux) között, s később az amerikai függetlenségi háború folyamán jelent meg ez a viselet. Amikor 1675-ben Bretagne lakossága szembeszállt XIV. Lajos francia király adópolitikájával, a lázadók vörös (néha kék) frígiai sapkát viseltek. 1675. április 18-án Rennes-ben heves lázadás tört ki a dohányárusítás monopóliumának létrehozása ellen. Breton parasztok és breton kizsákmányolóik között ez mindenekelőtt társadalmi mozgalom volt. A legismertebb lázadót, Sébastien LeBalpot egy arisztokrata meggyilkolta. A felkelést akkor elnyomták, de a sapka a szabadság népi emlékeként megmaradt.

### A frígiai sapka a francia forradalomban

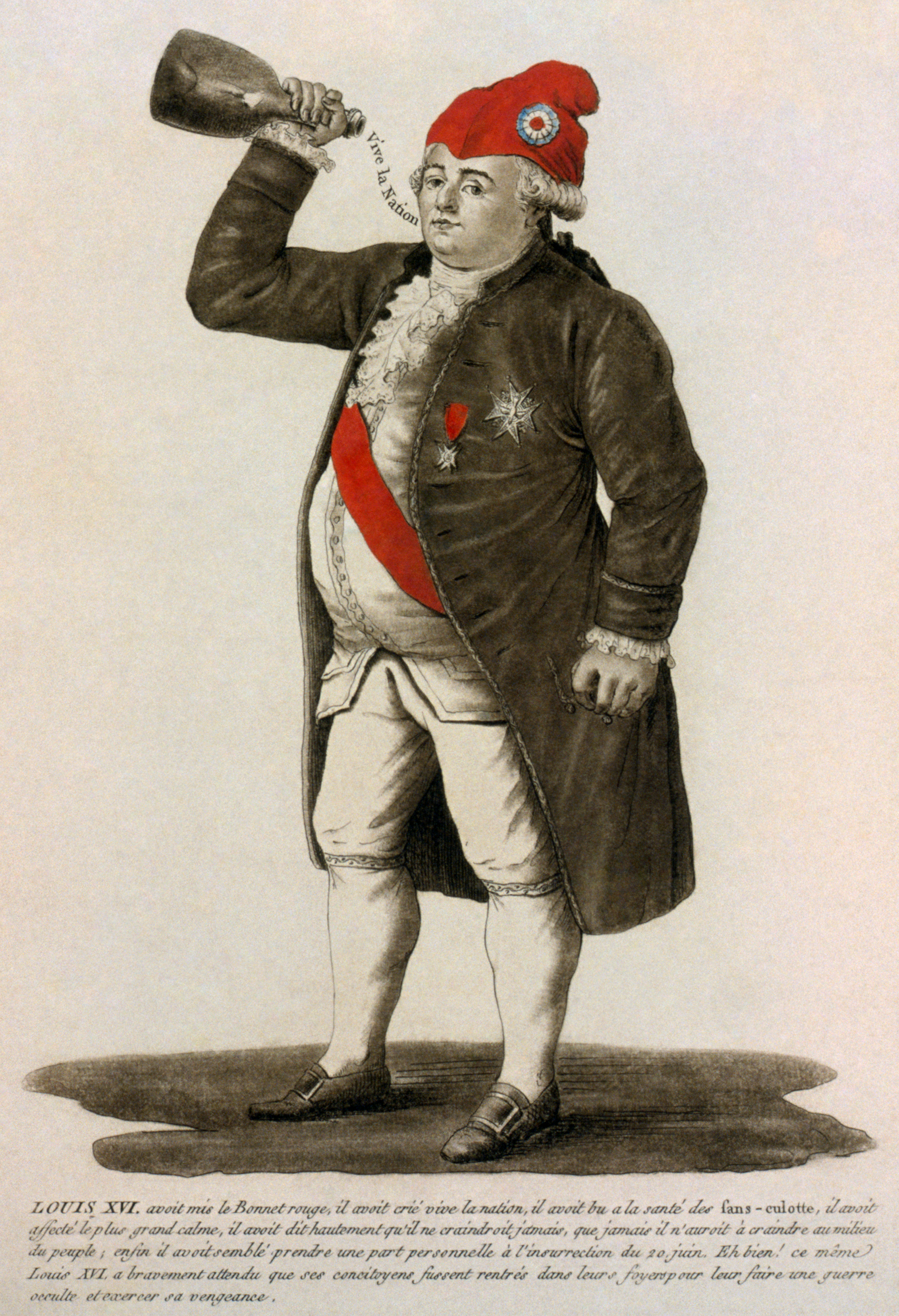
A francia forradalomban a tömeg nyomására a király kénytelen volt felvenni a trikolóros kokárdával díszített, vörös frígiai sapkát

Igazi reneszánszát, nagy népszerűségét a francia forradalom alatt érte el - köszönhetően az antik hősök és hagyományok feléledő kultuszának, illetve egy félreértésnek.
Ilyet viseltek a forradalom kitörésekor letartóztatott és Nancyból Brestbe gályarabságra küldött svájci zsoldosok, akiket aztán felszabadításuk után ünnepélyesen a nemzetgyűlésbe vezettek. A jakobinusok e svájciak tiszteletére fogadták el a vörös sapkát (bonnet rouge) pártjuk jelvényeként.
Tömeges elterjedése a Tuileriák ostromát követően, 1792. augusztus 10-e után tapasztalható. Az ostromló sans-culotte-ok még XVI. Lajost is rákényszerítették viselésére. A jakobinus Anacharsis Cloots filozófus és forradalmár még a Konvent üléstermében is viselte. Maximilien Robespierre, a jakobinus diktatúra vezéralakja viszont nem barátkozott meg vele. A Konvent 1793. szeptember 18-án rendeletet hozott arról, hogy a gályarabok nem hordhatják, mivel ez az állampolgári hűség és szabadság jelképe lett.
A forradalom, s főleg a jakobinus diktatúra idején pecsétek, okmányok, pénzek és egyéb tárgyak ezreinek vált kedvelt díszítőelemévé a „fasces à bonnet phrygien” – a frígiai sapka. Viselete csaknem hétköznapivá vált a sansculotte-ok körében. Jelentősége addig fokozódott, hogy a párizsi városi tanácsban kötelezővé tették viselését. És bár napja Thermidor 9. (1794. július 27.) után leáldozott, a Franciaországot jelképező nőalak, Marianne különféle grafikai megoldások révén ma is fején hordja.

### Későbbi használata

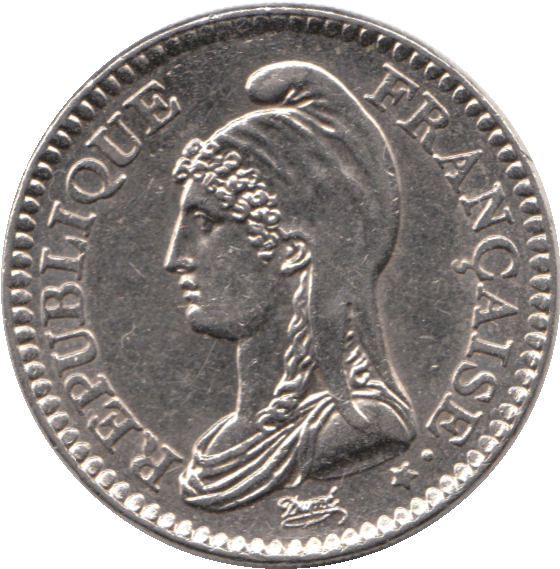
Francia pénzérme (1992)

Az 1800-as évek közepétől a latin-amerikai függetlenségi mozgalmak során is megjelent ez a szimbólum. Argentína, Bolívia, Kuba, Kolumbia, Nicaragua és Salvador is feltette címerére.
1919-ben a Magyarországi Tanácsköztársaság idején a Budavári Palota kupoláján lévő koronát, a francia forradalom jelképévé vált frígiai sapkával takarták le. 
Norvégiában a náci uralom idején a hazafiak viselték tiltakozásuk tüntető jeleként